# Chimie click
Dans le domaine de la synthèse chimique, la chimie clic, ou chimie click (click chemistry en anglais ou plus communément tagging) est une classe de réactions chimiques biocompatibles utilisées pour joindre à un substrat choisi une biomolécule spécifique (le click peut évoquer le bruit imaginaire d'un clipsage d'une molécule sur l'autre).
La notion de chimie clic ne décrit pas simplement l'utilisation de réactions spécifiques (réactions de couplage ou plus complexes telles que des réactions de cycloaddition par clic), mais aussi une façon de générer des « produits » en s'inspirant des exemples de la nature (elle s'inscrit pour partie dans le biomimétisme), pour par exemple générer des biopolymères (ou d'autres molécules d'intérêt biochimique) en regroupant de petites unités modulaires (en quelque sorte clipsables entre elles).

## Contextes d'utilisation
La chimie clic concerne souvent le vivant et la chimie verte, mais n'est pas strictement limitée au contexte biologique : le concept d'une réaction en « clic » a aussi été utilisé pour des applications pharmacologiques, de marquage (ex. : le marquage de protéines au carbone 11 et au fluor 18) et diverses applications biomimétiques. Cependant cette méthode s'est montrée notablement utile dans la détection, la localisation et la qualification de biomolécules. Elle peut contribuer à la production de cristaux liquides.
La nanomédecine, les nanomatériaux et les nanotechnologies sont d'autres domaines d'utilisation,.

## Éléments de définition
Le plus souvent, la chimie clic fait se joindre une biomolécule d'intérêt (protéine) et une autre molécule (dite « reporter »).
Elles fonctionnent métaphoriquement comme un clipsage « à ressort » — caractérisées par une forte force motrice thermodynamique qui conduit rapidement et de façon irréversible à un rendement élevé d'un seul produit de réaction, avec une forte spécificité (parfois avec les deux régio- et stéréospécificité).
Selon Sharpless, une « réaction clic » souhaitable doit être :
- modulaire ;
- à l'échelle ;
- à hauts rendements chimiques ;
- propre (ne générer que des sous-produits inoffensifs) ;
- stéréospécifique ;
- physiologiquement stable ;
- dotée d'une grande force motrice thermodynamique (> 84 kJ/mol) à la faveur d'une réaction avec un seul produit de réaction (une réaction nettement exothermique fait un réactif « à ressort ») ;
- économe en atomes (cf. « atom economy »).

Le processus devrait idéalement :
- nécessiter des conditions de réaction simples ;
- ne nécessiter que des matériaux et réactifs facilement disponibles ;
- ne pas nécessiter de solvant ou alors un solvant bénin (de préférence de l'eau) ;
- fournir des produits faciles à détecter ou isoler par des méthodes non-chromatographiques (cristallisation ou distillation).

Plusieurs de ces critères sont subjectifs, et même si des critères mesurables et objectifs sont susceptibles d'être acceptés, il est peu probable que la réaction sera parfaite pour chaque situation et chaque application. Mais plusieurs types de réactions ont été identifiés qui semblent mieux répondre à ces critères que d'autres : [citation nécessaire]
- cycloadditions [3+2] comme la cycloaddition 1,3-dipolaire de Huisgen, en particulier catalysée par le Cu(I) et par étapes variantes[7] ;
- réaction thiol-ène[8],[9] ;
- réaction de Diels-Alder et réaction de Diels-Alder à demande d'électrons inverse (en)[10] ;
- cycloadditions [4+1] entre les isonitriles (isocyanides) et tétrazines[11] ;
- substitution nucléophile (en particulier pour de petits composés d'époxyde[12] et aziridine) ;
- des réactions de chimie-carbonyl comme la formation des urées, mais pas les réactions de type aldol en raison de leur faible force thermodynamique motrice ;
- des réactions d'addition à liaison double carbone-carbone comme la dihydroxylation ou les alcynes dans la réaction thiol-yne (en).

## Intérêt, spécificités
Les réactions clic se produisent en synthèse monotope. Elles ne sont pas gênées par l'eau. Elles ne génèrent que très peu de sous-produits (qui sont par ailleurs inoffensifs).
Ces qualités rendent ces réactions particulièrement adaptées aux besoins d'isolement et de ciblage de molécules complexes dans les milieux biologiques où les réactions doivent être physiologiquement stables et biocompatibles (tous les sous-produits doivent être non toxiques (in vivo et pas seulement in vitro). Elles sont également adaptées à la vectorisation de principes actifs (médicaments) vers une molécule précise dans l'organisme ou vers un type précis de cellules.
En développant des réactions bioorthogonales spécifiques et contrôlables, les scientifiques ont aussi ouvert la possibilité de cibler des objectifs particuliers dans les lysats cellulaires complexes. Récemment, on a ainsi pu adapter des réactions clic au milieu interne de cellules vivantes, dont à l'aide de très petites molécules-sondes (Affimer, qui sont des sortes d'anticorps artificiels). Ces molécules peuvent trouver leurs cibles et s'y fixer (clic). Malgré les défis posés par la perméabilité de la cellule et les réactions du système immunitaire, les réactions clic ont déjà prouvé leur utilité dans une nouvelle génération d'expériences d'immunoprécipitation et en spectrométrie de fluorescence (où un fluorophore est attaché à une cible d'intérêt qui peut alors être quantifiée et/ou localisée).
Plus récemment, d'autres méthodes nouvelles ont été utilisées pour incorporer des éléments « chimio-cliquables » sur et dans des biomolécules, y compris pour l'incorporation d'acides aminés non naturels contenant des groupes protéiques réactifs en protéines et des nucléotides modifiés. Ces techniques représentent une partie du domaine de la biologie chimique, et de la biologie synthétique où la chimie clic joue un rôle essentiel en permettant des couplages plus intentionnels et précis d'unités modulaires, à des fins diverses.

## Histoire
Le terme de click chemistry a été inventé par K. Barry Sharpless, chimiste de l'Institut de recherche Scripps en 1998.
Il n'a été décrit par Sharpless, avec Hartmuth Kolb et M.G Finn, qu'en 2001, comme une méthode chimique permettant de générer « sur mesure » des substances par couplage de petites unités de manière rapide, efficace et reproductible,.

## Arrière-plan
La chimie clic est une méthode de fixation d'une sonde ou d'un élément d'intérêt à une biomolécule, via un processus (le clic) qui est une conjugaison biochimique (ou « bioconjugaison »).
La possibilité offerte d'attacher des fluorophores et d'autres « molécules reporters » a fait de la chimie clic un outil puissant pour l'identification, la localisation et la caractérisation à la fois d'anciennes et de nouvelles biomolécules.
Comme avec les autres méthodes, l'insertion d'une molécule (fluorophore par exemple), même de petite taille dans une protéine d'intérêt, peut affecter ses fonctions et son expression (car elle affecte la forme de la protéine et éventuellement son repliement, surtout si la fixation se fait sur une partie fonctionnellement importante de la protéine cible).
Pour surmonter ou contourner ces défis, les chimistes ont choisi de procéder en identifiant préalablement des paires de molécules « partenaires » pouvant interagir selon des réactions bioorthogonales. Ceci leur permet d'utiliser des molécues exogènes très petites comme sondes biomoléculaires. Un fluorophore peut être rattaché à l'une de ces sondes pour donner un signal de fluorescence lors de la liaison de la molécule rapporteur de la cible.

## Exemple: cycloaddition azoture-alcyne catalysée par le cuivre(I) (CuAAC)
Une réaction clic classique, est la réaction catalysée par le cuivre(I) d'un azoture avec un alcyne, qui fournit un triazole 1,4 disubstitué. De telles réactions (cycloadditions) ont été signalées par Arthur Michael dès 1893. Plus tard, vers le milieu du XXe siècle, cette famille de cycloadditions 1,3-dipolaire a pris le nom d'« Huisgen » après des études de leur cinétique et conditions de réactions.

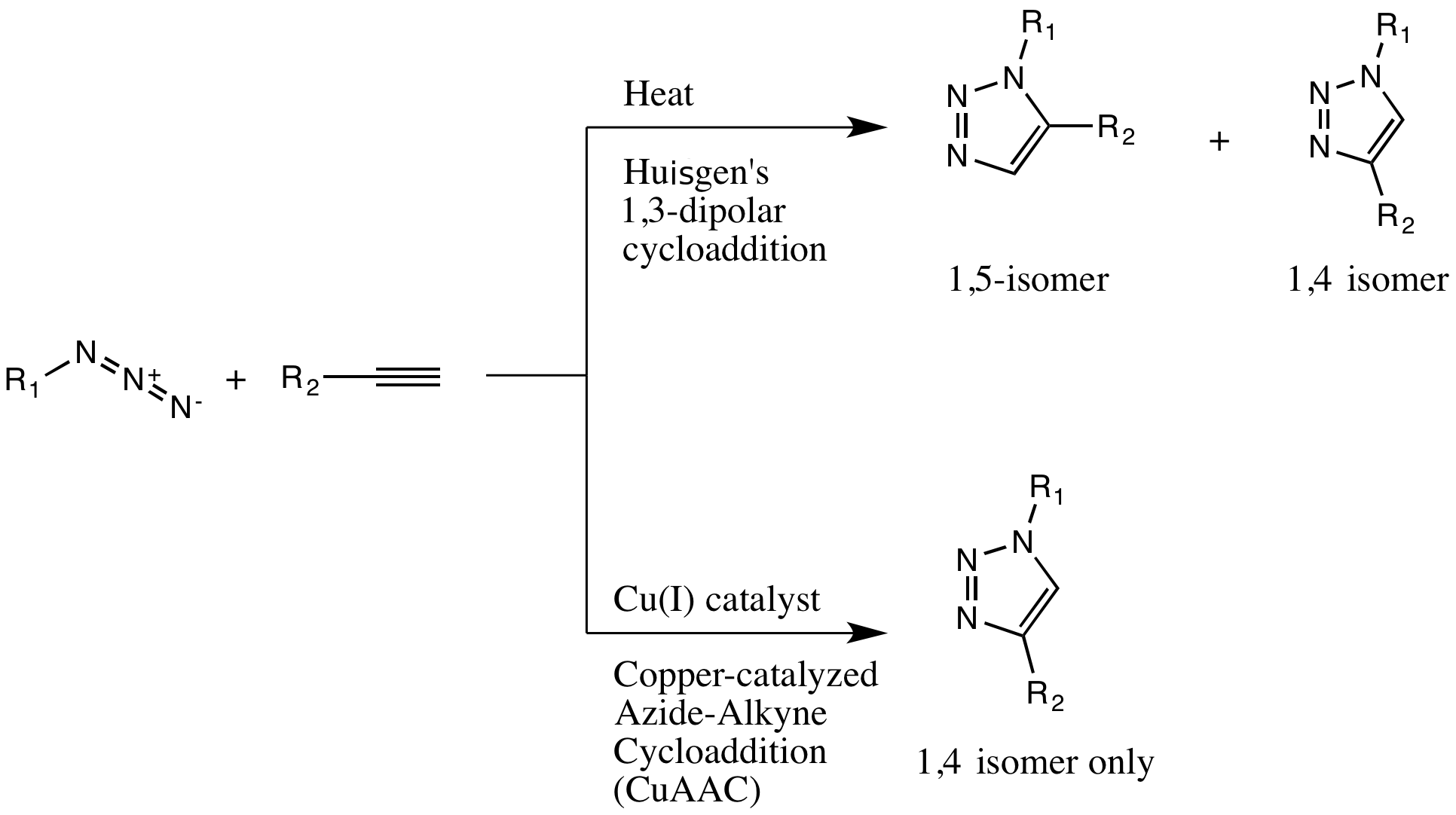
Comparaison des cycloadditions Huisgen et azoture-alcyne catalysée par le cuivre.

La catalyse de la cycloaddition de Huisgen 1,3 dipolaire par des sels de cuivre(I) a été découverte simultanément et indépendamment par les groupes de Valery V. Fokine et K. Barry Sharpless à l'Institut de recherche Scripps en Californie et Morten Meldal dans le Laboratoire de Carlsberg, Danemark. La version catalysée de cette réaction ne donne que de l'isomère 1,4 du triazole résultant, tandis que la réaction de Huisgen classique offre à la fois les isomères 1,4 et 1,5, est lente et nécessite une température de 100 °C.

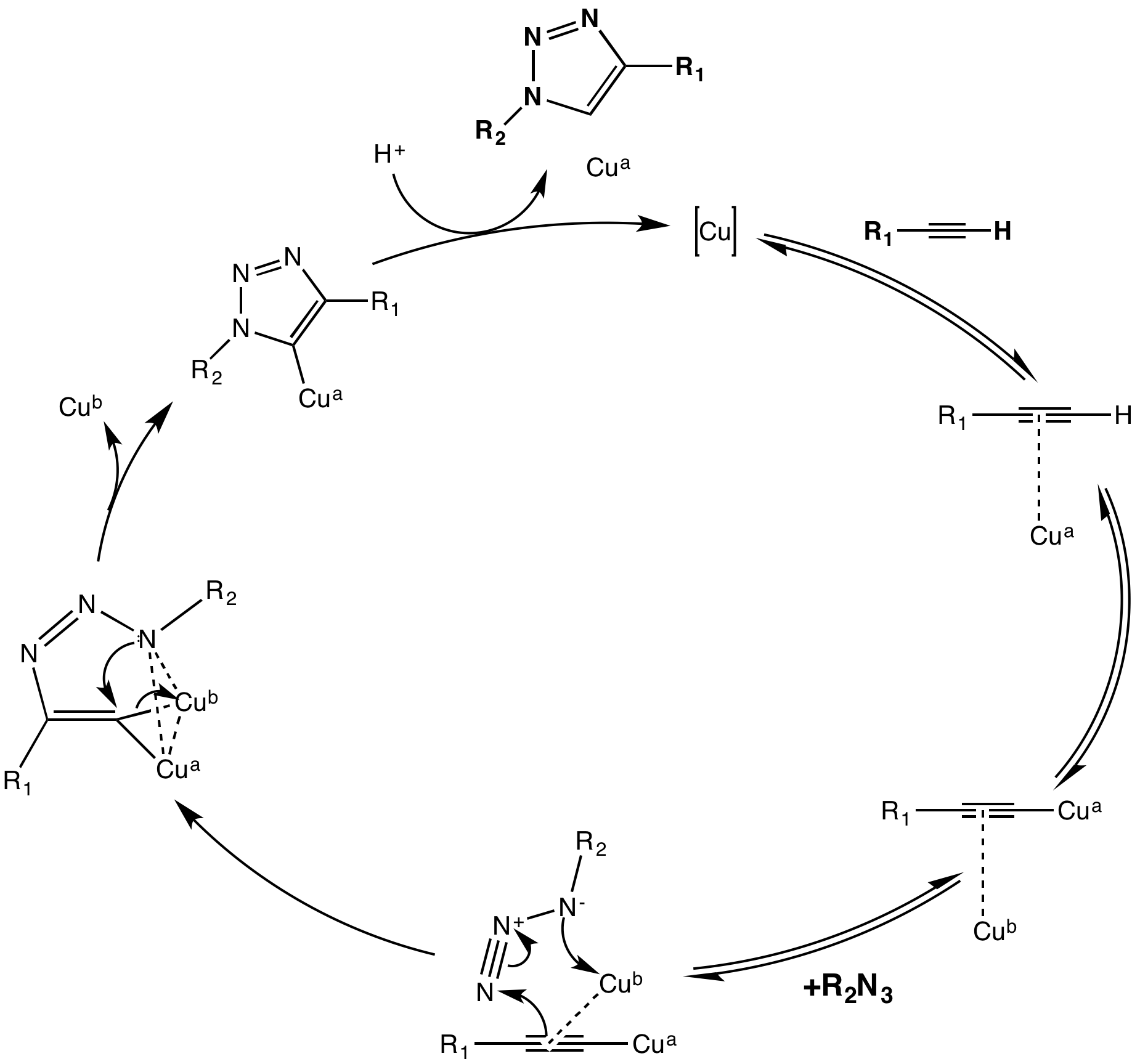
Le mécanisme à deux cuivres du cycle catalytique CuAAC.